# Trollheim’s Grott
Trollheim’s Grott — финская группа, которая была образована в 1997 году в городе Куопио братьями Spellgoth’ом и Kassara (также известным как TrollN). В 1997 году они только начинали свою деятельность и ещё не успели принять участие в каких-либо заметных блэк-метал-проектах Финляндии. С момента своего образования группа была занята поиском собственного звучания и постепенно внедряла в музыку всё больше экстремальных элементов.

## Участники
- Spellgoth — вокал, гитара
- Bobby Undertaker — гитара
- Nuklear Korpse — гитара
- Assault Wülf — бас-гитара
- Kassara (TrollN) — ударные
- Ruho — клавишные

Бывшие участники
- Trist — гитара (до 2004)
- Goreblast — бас-гитара, гитара (1998—2001)
- A. Hellwitch — клавишные (1998—2000)
- H.G.G. Void — клавишные (2000—2001)
- Trolldröm — бас-гитара (2001—2002)

## Дискография

### Демо
- Demo 1998 (1998)
- Chapter I: Silent Is Dead (1999)
- Promo '99 (1999)
- Kalt, trist, sorg och död (2000)

### Студийные альбомы
- Bizarre Troll Technology (2001, Woodcut Records)
- Bloodsoaked and Ill-Fated (2003, Woodcut Records)
- Aligned with the True Death (2018, World Terror Committee)